# 噂の女 (1954年の映画)

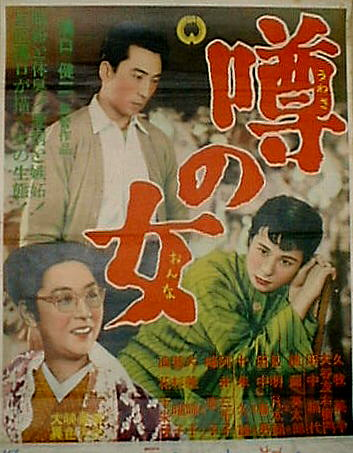
日本のポスター

『噂の女』（うわさのおんな）は1954年公開の日本映画。配給は大映。モノクロ、1時間24分。

## キャスト
- 馬淵初子（まぶちはつこ）
演 - 田中絹代
京都の島原で、女手一つで御茶屋兼置屋（遊郭）「井筒屋」を切り盛りする女将。
- 馬淵雪子（まぶちゆきこ）
演 - 久我美子
初子の娘。婚約寸前で自殺を図り、京都に戻ってくる。
- 的場謙三（まとばけんぞう）
演 - 大谷友右衛門（中村雀右衛門 (4代目) ）　
初子が思いを寄せる青年医師。
- 原田安市
演 - 進藤英太郎
- 小林
演 - 見明凡太郎
- お咲
演 - 浪花千栄子
- 川本
演 - 田中春男
- 山田
演 - 十朱久雄
- 相生太夫
演 - 阿井美千子
- 尾上太夫
演 - 大美輝子(近江輝子)
- 玉琴太夫
演 - 若杉曜子
- 薄雲太夫
演 - 橘公子
- 美車太夫
演 - 小柳圭子
- 千代
演 - 峰幸子
- 竹下
演 - 上田寛
- 中内
演 - 伊達三郎
- 呉服屋
演 - 石原須磨男
- お兼
演 - 小松みどり
- お春
演 - 小林加奈枝

## スタッフ
- 監督: 溝口健二
- 脚本: 依田義賢／成沢昌茂
- 撮影: 宮川一夫
- 音楽: 黛敏郎
- 照明: 岡本健一
- 録音: 大谷巌
- 美術: 水谷浩
- 扮装: 上野芳生
- 能狂言指導: 小寺金七
- 能狂言師: 茂山忠三郎